# Ugłowka
Ugłowka (ros. Угловка) – osiedle typu miejskiego w Rosji, w obwodzie nowogrodzkim. W 2010 roku liczyło 3064 mieszkańców.
Znajduje tu się stacja kolejowa Ugłowka, położona na linii Petersburg – Moskwa.